# Haliclystus octoradiatus
 Haliclystus octoradiatus  oder Becherqualle ist eine Art der Stiel- oder Becherquallen/Stauromedusae in der Gattung Haliclystus – Familie Lucernariidae in der Unterordnung Eleutherocarpida der Ordnung Staurozoa.

## Beschreibung

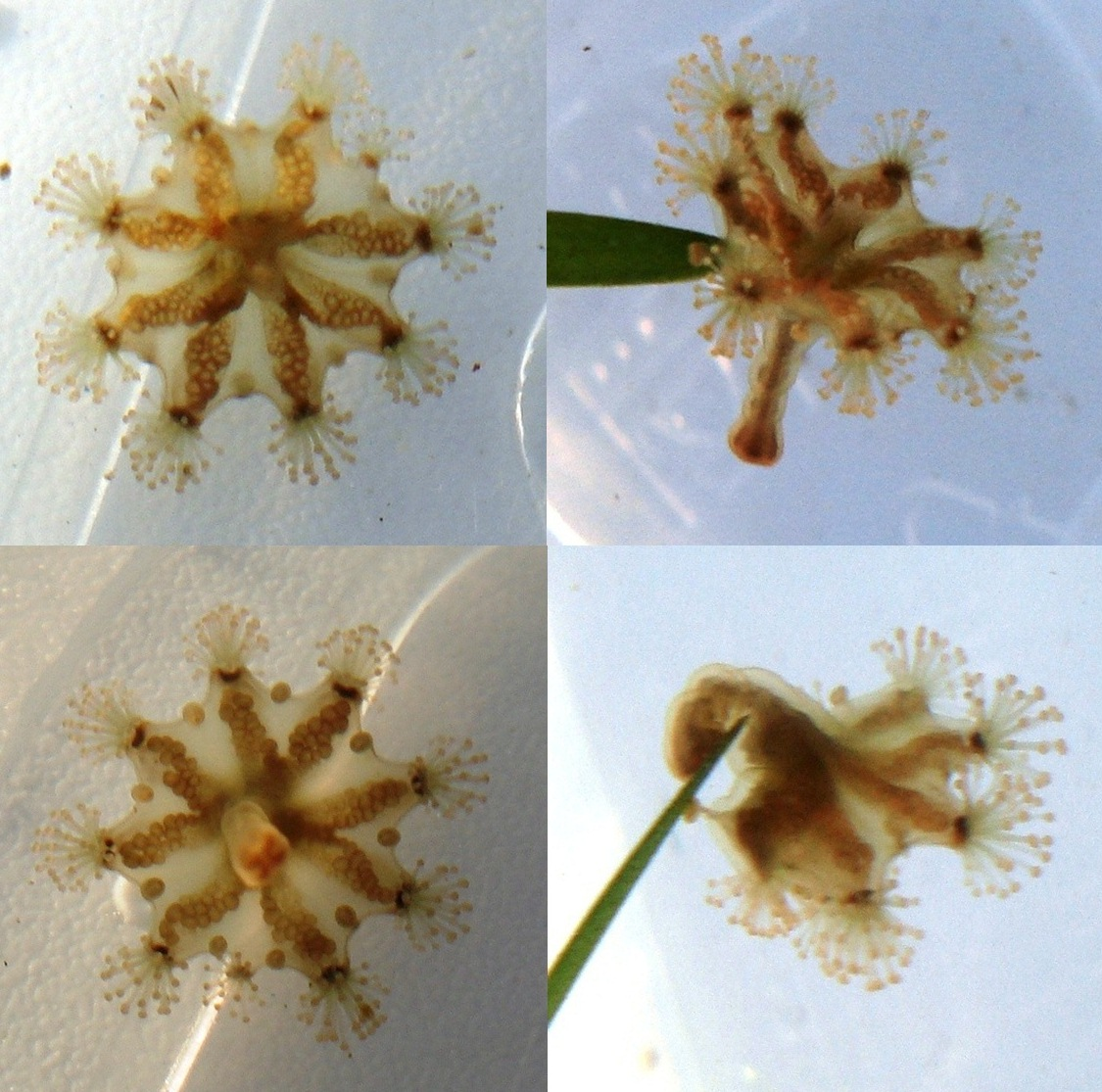
Eine Becherqualle Haliclystus octoradiatus von verschiedenen Seiten aufgenommen: o.l.: Von oben; o.r.: Von der Seite; u.l.: Von unten (gut erkennbar ist der Saugfuß); u.r.: Von der Seite (auf Seegras) unter Benutzung eins Randankers

Die Becherqualle Haliclystus octoradiatus wird bis zu 3 cm breit und 5 cm hoch, hat einen langen Stiel und einen relativ flachen Schirm. Am Rand des octoradialen Schirmes befinden sich an den Tentakelarmen acht Büschel von Nesselkapseln, dazwischen befindet sich auf den Einbuchtungen des Schirmes je ein Randanker. Die Farbe der Becherqualle variiert von (hell)grau über (hell)gelb bis braun – je nach der Farbe der Seegräser und Algen, auf der sie lebt.
Haliclystus octoradiatus saugt sich mithilfe ihres Saugfußes am Untergrund fest (i. d. R. Algen oder Seegras); sie ist zu Ortsveränderungen in der Lage und kann sich bei Ablösung von ihrem Untergrund mithilfe ihres beweglichen Stieles und der Randanker an einem neuen Ort verankern.
Haliclystus octoradiatus weist einen hohen Anteil an abnormal ausgebildeten Individuen auf.

## Vorkommen
Flache Küstenbereiche unterhalb der Gezeitenzone des Nord-Atlantiks mit Nordsee und der westlichen Ostsee.

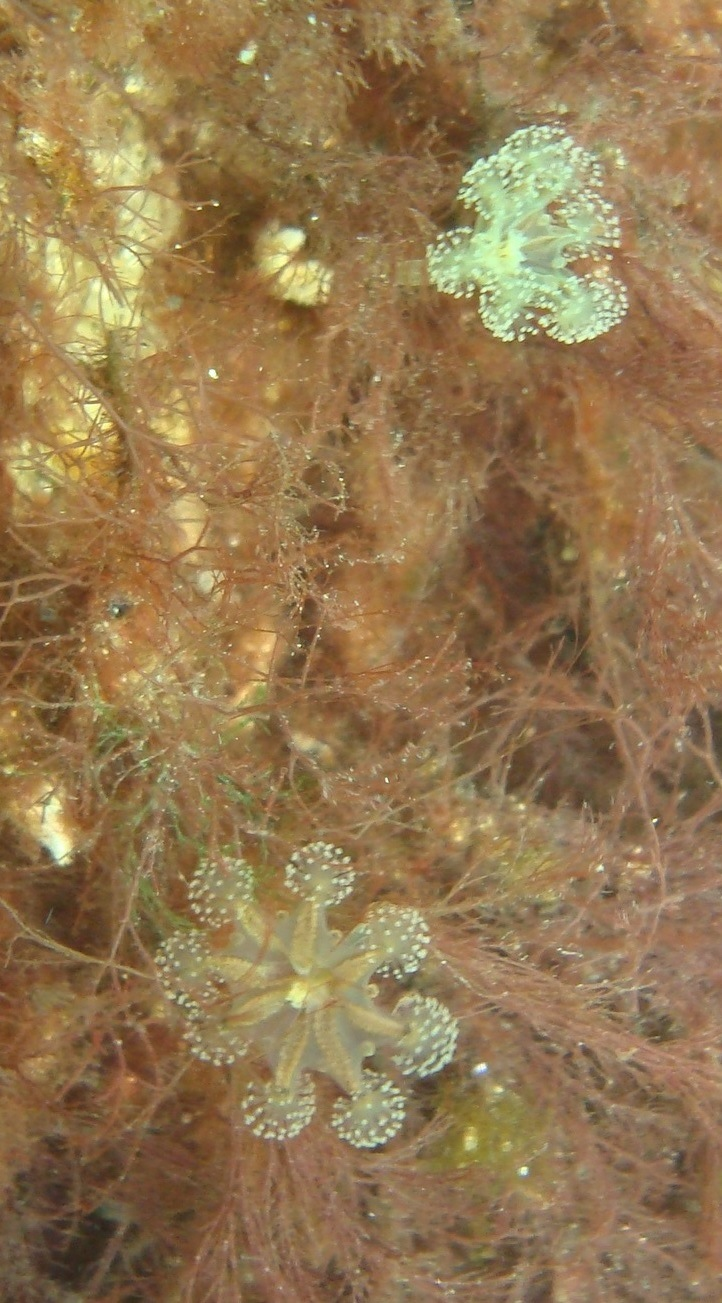
Zwei Becherquallen Haliclystus octoradiatus im natürlichen Habitat (Kieler Bucht / Ostsee)

## Taxonomie
Die Art wurde von Lamarck 1816 als Lucernaria octoradiatus beschrieben und 1863 von
James Clark der Gattung Haliclystus zugeordnet.

## Sonstiges
- Umfangreiche Literaturliste auf staurozoa.lifedesks.org